# Alberto Ohaco
Alberto Bernardinno Ohaco (Buenos Aires; 20 de mayo de 1889 -Lomas de Zamora; 3  de enero de 1950) fue un futbolista argentino, que se desempeñó mayormente como delantero. Fue protagonista de la era dorada del Racing Club en la etapa amateur del fútbol argentino, en la que el equipo obtuvo siete títulos consecutivos y se ganó el apodo de «la Academia». 
Es, junto a Alberto Marcovecchio y Armando Reyes, el máximo ganador en la historia del club (20), además de su máximo goleador (244 G en 278 PJ). Aficionados y especialistas lo consideran el mayor ídolo de la institución.
Fue internacional con la selección de fútbol de Argentina, con la que debutó en 1912. Representó al país en las primeras ediciones de la Copa América, logrando dos subcampeonatos.

## Biografía

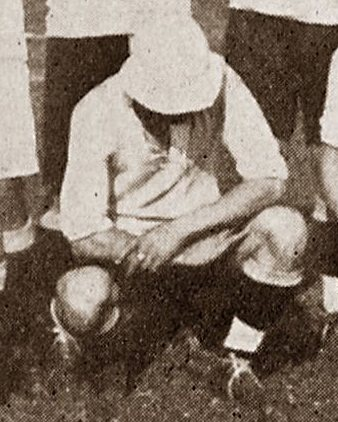
Ohaco utilizando un gorro en 1915.

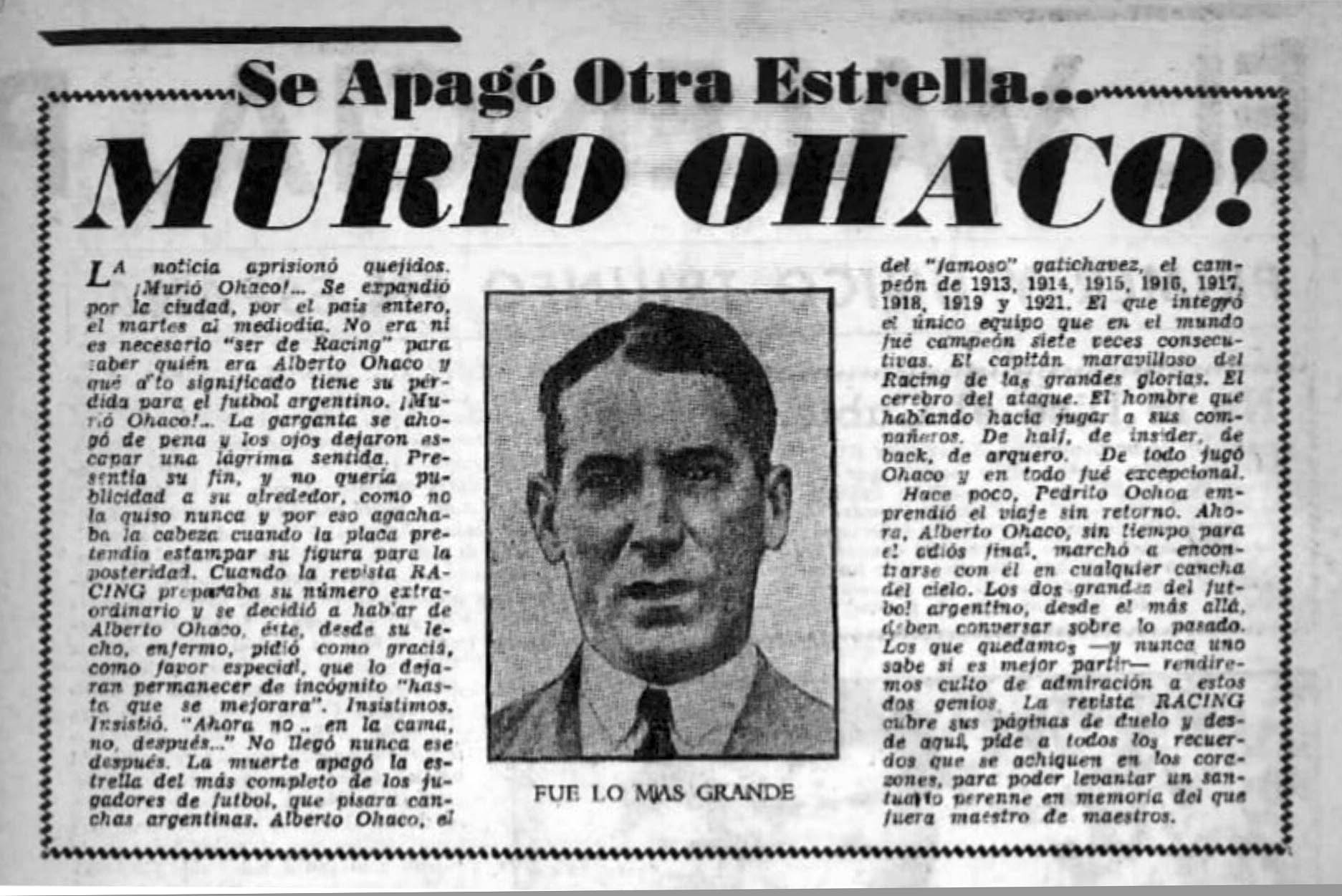
La Revista Racing anuncia la muerte de Ohaco en 1950.

Nació el 20 de mayo de 1889 en la ciudad de Buenos Aires, Argentina. Su padre era argentino y su madre española. Pasó su infancia en la quinta denominada «Los Cuatro Ombúes», ubicada en las cercanías del Mercado de Hacienda de Avellaneda, zona donde posteriormente Racing Club construiría su primer estadio. Su padre gestionaba la propiedad y fue propietario del terreno conocido como el «Pantano de Ohaco», el cual fue cedido parcialmente al Club Atlético Independiente para el desarrollo de su estadio.
Tuvo un hermano, Juan, que también fue futbolista de Racing Club. Desde su niñez, se interesó por el fútbol. Al concluir la educación primaria, comenzó a trabajar y, a los 17 años, ingresó al Banco Previsor de Ahorro, el cual abandnó luego de que éste no le permitiera ir a jugar un partido con la selección de fútbol de Argentina. Paralelamente, entrenaba con el equipo de Racing por las mañanas, participando primero en las divisiones juveniles y luego en el primer equipo. Fue testigo de la fundación del club y se convirtió en uno de sus jugadores más destacados durante la etapa amateur del fútbol argentino.
Mantuvo una actitud reservada hacia la prensa, especialmente tras un conflicto con un fotógrafo, lo que lo llevó a evitar ser retratado durante los partidos. En las escasas fotografías en las que aparece, suele llevar un gorro tipo piluso y evitar mirar directamente a la cámara. Estuvo afiliado al Partido Conservador, fuerza política con fuerte presencia en Avellaneda en las primeras décadas del siglo xx, y con vínculos con la dirigencia del club.
Falleció el 3 de enero de 1950 en la ciudad de Lomas de Zamora, a los 60 años. Fue sepultado en el Cementerio de Avellaneda.

## Trayectoria

### Inicios
En 1906 se incorporó a Racing Club, fundado tres años antes, en 1903. Inició su carrera en la Tercera División y fue ascendiendo progresivamente hasta formar parte del primer equipo en 1910, año en que el club logró el ascenso a la Primera División tras vencer 2–1 a Boca Juniors, con un gol de Ohaco en ese encuentro definitorio.

### Temporada 1911
Su debut goleador en la máxima categoría se produjo el 18 de junio de 1911 en un partido frente a Quilmes. En su temporada inicial en Primera División registró un total de diez goles. Entre ellos se incluyen un doblete frente a Alumni y un triplete en la revancha contra Quilmes, además de tantos ante Porteño, Belgrano Athletic y River Plate.

### Temporada 1912
En la temporada 1912 volvió a destacarse, anotando nueve goles en el Campeonato. Su actuación más sobresaliente tuvo lugar el 18 de agosto, cuando convirtió cinco goles en la victoria por 6–1 ante Estudiantes (BA). En ese mismo torneo también marcó contra Belgrano Athletic, Quilmes y nuevamente frente a Estudiantes (BA) en el encuentro de vuelta. En las competiciones de copa sumó otros seis goles: uno ante Provincial y un doblete ante Newell's Old Boys en la Copa de Honor MCBA, además de un gol ante River Plate de Uruguay en la Copa de Honor Cusenier. Racing obtuvo en esa temporada su primer título oficial, la Copa de Honor MCBA.

### Temporada 1913
La temporada 1913 fue significativa tanto para Ohaco como para Racing, que obtuvo su primer Campeonato. Ohaco convirtió 19 goles en el certamen, destacándose con tripletes ante Banfield, Platense y River Plate. En esa misma temporada, Racing también conquistó la Copa de Honor MCBA, en la que Ohaco sumó cinco goles, incluyendo un triplete en la victoria sobre Ferrocarril Gran Sud. Además, el club obtuvo dos títulos más: la Copa de Honor Cusenier y la Copa Ibarguren.

### Temporada 1914
En la temporada 1914, Racing se consagró bicampeón del Campeonato. Ohaco mantuvo un alto rendimiento ofensivo, registrando 19 goles en el certamen. Una de sus actuaciones más destacadas fue el 16 de agosto, cuando marcó un hat-trick en la victoria por 5–0 frente a Boca Juniors. También anotó ante Huracán, Platense, Comercio y Quilmes, consolidándose como una de las principales figuras del ataque. En la Copa de Competencia Jockey Club, contribuyó con el gol del triunfo en un nuevo enfrentamiento ante Boca Juniors. Ese mismo año, el equipo obtuvo la Copa Ibarguren.

### Temporada 1915
En la temporada 1915, Racing logró consagrarse tricampeón del Campeonato, consolidando su dominio en el fútbol argentino. Ese año fue también el más productivo en la carrera goleadora de Ohaco, quien anotó un total de 30 goles en el certamen. Registró anotaciones en 18 partidos diferentes, destacándose cuatro goles frente a Argentino de Quilmes y un triplete contra Tigre. Además, en las competencias de copa nacionales, sumó ocho goles adicionales. Entre sus actuaciones más relevantes se destaca un doblete frente a Tiro Federal durante la final de la Copa de Honor MCBA, título que también fue conquistado por Racing ese año.

### Temporada 1916
En la temporada 1916, Racing logró consagrarse tetracampeón del Campeonato. Aunque la participación goleadora de Ohaco fue más moderada en comparación con años anteriores, aún logró anotar ocho goles en el torneo. Además, en copas nacionales, sumó tres goles más. Ese mismo año, Racing se alzó con un nuevo trofeo oficial: la Copa Ibarguren.

### Temporada 1917
En la temporada 1917, Racing logró consagrarse pentacampeón del Campeonato. Ohaco marcó 16 goles. Entre sus actuaciones más sobresalientes se cuenta el póquer ante Columbian en una goleada por 8–0, y un hat-trick frente a Estudiantes (LP). En el plano de las copas nacionales anotó un solo gol en la Copa de Honor MCBA, misma que ganó la Academia tras vencer a River Plate en la final. Por otra parte, el club consiguió la Copa Ibarguren otra vez y la Copa Aldao, donde anotó el gol de la victoria ante Nacional de Uruguay.

### Temporada 1918
En la temporada 1918, Racing logró consagrarse hexacampeón del Campeonato y Ohaco marcó nueve goles en la competición. Quizás, su partido más destacado fue la victoria 6–1 ante Porteño, donde tuvo cuatro anotaciones. En la Copa Competencia Jockey Club, anotó cuatro goles en la goleada 7–1 ante Sportivo del Norte, y en la Copa de Honor MCBA, le otorgó la victoria 1–0 a Racing ante su tradicional rival, Independiente. El club consiguió otros dos títulos: la Copa Ibarguren y la Copa Aldao.

### Temporada 1919
En la temporada 1919, pese a presentar irregularidades debido a la escisión a la Asociación Amateurs de Football, Racing logró consagrarse heptacampeón del Campeonato, logrando un récord histórico en el fútbol internacional. Ohaco sumó nueve goles en el campeonato, aunque cinco de ellos fueron anulados tras la invalidación de algunos partidos. Los registros oficiales incluyen goles ante Gimnasia y Esgrima (LP), Sportivo Barracas y Atlanta. En la Copa Competencia Jockey Club anotó un triplete ante Sportivo Avellaneda y un gol frente a San Lorenzo.

### Temporada 1920
En la temporada 1920, Ohaco marcó seis goles en el Campeonato, mismo que finalizó con Racing como subcampeón. Cuatro de ellos fueron en una goleada por 6–1 ante Quilmes, y los restantes frente a Vélez Sarsfield y Estudiantil Porteño.

### Temporada 1921
En la temporada 1921, Racing volvió a conquistar el Campeonato, mientras que Ohaco convertía sus últimos goles: uno frente a General Mitre (partido anulado), otro contra Lanús y, finalmente, el 20 de noviembre ante Barracas Central. Jugó al fútbol dos años más, hasta su retiro en 1923.
En total, Ohaco convirtió 138 goles en la Primera División, cifra que lo posiciona como uno de los máximos goleadores de la era amateur. Si se consideran también sus participaciones en copas nacionales e internacionales, su registro oficial asciende a 176 goles. Sin embargo, los registros históricos más amplios indican que su producción goleadora total alcanzó los 244 tantos en 278 partidos, incluyendo amistosos y encuentros en divisiones inferiores.

## Selección nacional
Participó 14 veces en la selección de fútbol de Argentina (1912-1918), en la que convirtió 8 goles. Participó en las dos primeras ediciones de la Copa América (1916 y 1917), competición en la que terminó en segundo lugar en las dos oportunidades. Anotó dos goles en cada torneo.

### Participaciones en Copa América
| Copa              | Sede      | Resultado  | Partidos | Goles |
| ----------------- | --------- | ---------- | -------- | ----- |
| Copa América 1916 | Argentina | Subcampeón | 2        | 2     |
| Copa América 1917 | Uruguay   | Subcampeón | 3        | 2     |

| 1.  | 15 de agosto de 1912     | Montevideo   | Uruguay   | 2–0 | Argentina | Copa Lipton 1912          |
| 2.  | 22 de agosto de 1912     | Buenos Aires | Argentina | 4–0 | Brasil    | Copa Honor Argentino 1912 |
| 3.  | 15 de agosto de 1913     | Avellaneda   | Argentina | 4–0 | Uruguay   | Copa Lipton 1913          |
| 4.  | 15 de agosto de 1915     | Buenos Aires | Argentina | 2–1 | Uruguay   | Copa Lipton 1915          |
| 5.  | 12 de septiembre de 1915 | Montevideo   | Uruguay   | 2–0 | Argentina | Copa Newton 1915          |
| 6.  | 6 de julio de 1916       | Buenos Aires | Argentina | 6–1 | Chile     | Copa América 1916         |
| 7.  | 12 de julio de 1916      | Buenos Aires | Argentina | 1–0 | Chile     | Amistoso                  |
| 8.  | 17 de julio de 1916      | Buenos Aires | Argentina | 0–0 | Uruguay   | Copa América 1916         |
| 9.  | 15 de agosto de 1916     | Avellaneda   | Argentina | 3–1 | Uruguay   | Copa Newton 1916          |
| 10. | 3 de octubre de 1917     | Montevideo   | Argentina | 4–2 | Brasil    | Copa América 1917         |
| 11. | 6 de octubre de 1917     | Montevideo   | Argentina | 1–0 | Chile     | Copa América 1917         |
| 12. | 14 de octubre de 1917    | Montevideo   | Uruguay   | 1–0 | Argentina | Copa América 1917         |
| 13. | 22 de octubre de 1917    | Avellaneda   | Argentina | 1–1 | Chile     | Amistoso                  |
| 14. | 28 de julio de 1918      | Montevideo   | Uruguay   | 3–1 | Argentina | Copa Honor Uruguayo 1918  |

## Clubes
| Club        | País      | Año         | Partidos | Goles |
| ----------- | --------- | ----------- | -------- | ----- |
| Racing Club | Argentina | 1911 - 1923 | 278      | 244   |

## Estadísticas
Datos actualizados al fin de la carrera deportiva.
| Racing Club Argentina |               |               |     |     |    |    |   |     |     |      |      |
| 1.ª | 1911          | 14            | 10  | 3   | 1  | -  | - | 17  | 11  | 0.64 |      |
| 1.ª | 1912          | 9             | 9   | 5   | 5  | 1  | 1 | 15  | 15  | 1.00 |      |
| 1.ª | 1913          | 17            | 19  | 10  | 9  | 2  | 0 | 29  | 28  | 0.96 |      |
| 1.ª | 1914          | 12            | 19  | 5   | 0  | -  | - | 17  | 19  | 1.11 |      |
| 1.ª | 1915          | 24            | 30  | 16  | 10 | 1  | 0 | 41  | 40  | 0.97 |      |
| 1.ª | 1916          | 18            | 8   | 3   | 2  | 1  | 0 | 22  | 10  | 0.45 |      |
| 1.ª | 1917          | 18            | 16  | 8   | 1  | 4  | 1 | 30  | 18  | 0.60 |      |
| 1.ª | 1918          | 16            | 9   | 5   | 5  | -  | - | 21  | 14  | 0.66 |      |
| 1.ª | 1919 AAmF     | 11            | 5   | 3   | 4  | -  | - | 14  | 9   | 0.64 |      |
| 1.ª | 1920 AAmF     | 26            | 6   | 3   | 0  | -  | - | 29  | 6   | 0.20 |      |
| 1.ª | 1921 AAmF     | 8             | 3   | -   | -  | -  | - | 8   | 3   | 0.37 |      |
| 1.ª | 1922 AAmF     | 7             | 0   | -   | -  | -  | - | 7   | 0   | 0.00 |      |
| 1.ª | 1923 AAmF     | 1             | 0   | -   | -  | -  | - | 1   | 0   | 0.00 |      |
| Total club | Total club    | 181           | 134 | 61  | 37 | 9  | 2 | 251 | 173 | 0.68 |      |
| Total carrera | Total carrera | Total carrera | 181 | 134 | 61 | 37 | 9 | 2   | 251 | 173  | 0.68 |
| (1) Incluye datos de la Copa de Competencia Jockey Club, la Copa de Honor «Municipalidad de la Ciudad de Buenos Aires» y la Copa Dr. Carlos Ibarguren. (2) Incluye datos de la Copa de Honor Cousenier y la Copa Aldao. (3) No incluye goles en partidos amistosos. |               |               |     |     |    |    |   |     |     |      |      |

## Palmarés

### Campeonatos nacionales
| Título             | Club        | País      | Año  |
| ------------------ | ----------- | --------- | ---- |
| Copa de Honor MCBA | Racing Club | Argentina | 1912 |
| Primera División   | Racing Club | Argentina | 1913 |
| Copa de Honor MCBA | Racing Club | Argentina | 1913 |
| Copa Ibarguren     | Racing Club | Argentina | 1913 |
| Primera División   | Racing Club | Argentina | 1914 |
| Copa Ibarguren     | Racing Club | Argentina | 1914 |
| Primera División   | Racing Club | Argentina | 1915 |
| Copa de Honor MCBA | Racing Club | Argentina | 1915 |
| Primera División   | Racing Club | Argentina | 1916 |
| Copa Ibarguren     | Racing Club | Argentina | 1916 |
| Primera División   | Racing Club | Argentina | 1917 |
| Copa de Honor MCBA | Racing Club | Argentina | 1917 |
| Copa Ibarguren     | Racing Club | Argentina | 1917 |
| Primera División   | Racing Club | Argentina | 1918 |
| Copa Ibarguren     | Racing Club | Argentina | 1918 |
| Primera División   | Racing Club | Argentina | 1919 |
| Primera División   | Racing Club | Argentina | 1921 |

### Campeonatos internacionales
| Título                 | Club        | País      | Año  |
| ---------------------- | ----------- | --------- | ---- |
| Copa de Honor Cusenier | Racing Club | Argentina | 1913 |
| Copa Aldao             | Racing Club | Argentina | 1917 |
| Copa Aldao             | Racing Club | Argentina | 1918 |

### Distinciones individuales
| Distinción                             | Año  |
| -------------------------------------- | ---- |
| Máximo goleador de la Primera División | 1912 |
| Máximo goleador de la Primera División | 1913 |
| Máximo goleador de la Primera División | 1914 |
| Máximo goleador de la Primera División | 1915 |